# En Rekrut fra 64
En Rekrut fra 64 er en dansk stumfilm fra 1910, der er produceret af Kinografen og instrueret af Urban Gad og Alexander Christian. Filmen er baseret på oberst Peter Frederik Rists debutroman af samme navn, der udkom i 1889. Filmen er den første af Kinografens produktioner.
I en omtale i Politiken fra 21. juni 1910 fremgår det, at optagelserne fandt sted omkring Gentofte. Det bekræftes af en længere omtale i København fra 2. august, som også nævner, at over 200 statister medvirkede, og at optagelsen kostede 14.000 kroner. En mere præcis angivelse af location er Tjørnegaarden på Brogårdsvej.

## Handling
Den unge officeraspirant Felix kommer for første gang i ilden i Fredericia, hvor han med stor kampgejst kaster sig mod de preussiske forposter. Herfra bliver hans regiment beordret til Dybbøl, hvor heftige kampe mod den tyske overmagt udspiller sig. I den historiske genfortælling af krigen i 1864 er en kærlighedshistorie indflettet. En ung bondepige fra Als får reddet Felix ud af tysk tilfangetagelse men må lade livet under flugten.

## Medvirkende
- Carlo Wieth - Rekrutten Felix
- Axel Strøm - Kaptajnen
- Hans Neergaard - Fløjmanden
- Vilhelm Poss-Nielsen - En bonde på Als
- Thora Meincke - Bondens datter Karen
- Jutta Lund - Malkepigen
- Johanne Krum-Hunderup - Gårdmandskone
- Gustav Helios
- Signe Wilhelmi